# Takeshi Terauchi
Takeshi Terauchi (寺内タケシ, Terauchi Takeshi) (Tsuchiura, 17 de janeiro de 1939 – 18 de junho de 2021) foi um guitarrista japonês de música instrumental (rock e surf rock). Conhecido por usar uma guitarra Mosrite preta com um pickguard branco, seu modo de tocar é caracterizado por uma palhetada frenética, uso pesado de palhetada tremolo e uso frequente do braço de vibrato de sua guitarra.
Em 1965, ele foi selecionado como um dos "Três Grandes Guitarristas do Mundo" junto com Chet Atkins e Les Paul pela revista de música americana Music Breaker.
Em 1967, ele foi agraciado com o prêmio "Arrangement Award" com a canção "Let's Go Unmei" no 9.º Japan Record Awards.

## Carreira
Terauchi começou sua carreira tocando guitarra base para a banda de country e western Jimmie Tokita & His Mountain Playboys, a qual tinha o baixista Chosuke Ikariya. Em 1962, ele formou seu primeiro grupo, The Blue Jeans. No entanto, em 1966, ele deixou o grupo e formou os The Bunnys com quem tocou. Em maio de 1967, ele também estabeleceu sua própria empresa chamada Teraon.
Ele deixou os Bunnys em 1968, e retornou ao Blue Jeans em 1969.
Em 26 de novembro de 2008, Takeshi Terauchi e os Blue Jeans lançaram o álbum Mr. Legend da King Records.

## Morte
Terauchi morreu em 18 de junho de 2021, aos 82 anos de idade, de pneumonia.

## Filmografia
- 1965 - Ereki no Wakadaishō (エ レ キ の 若 大将)

## Discografia
| - 1964: Korezo Surfing - 1966: Blue Jeans Golden Album - 1966: Let's Go Eleki-Bushi - 1966: Let's Go Terry! - 1967: Let's Go Classics - 1967: Seicho Terauchi Bushi - 1967: The World Is Waiting For Terry - 1969: Let's Go Blue Jeans - 1970: Eleki Ippon Gunka de Shobu Totsugeki | - 1970: Eleki Ippon Enka de Shobu - 1972: Manatsu no Umi wo Buttobase - 1973: Rashomon - 1974: Tsugaru Jongara - 1978: Ucheiyu Perry Rhodan Yori - 1992: Notteke Wave - 1996: Catch A Wave - 2003: Ereki Tengoku: Early Times 1964-1965 - 2008: Mr. Legend |

## Prêmios
| Ano  | Prêmio                  | Categoria         | Trabalho                | Resultado | Ref.  |
| ---- | ----------------------- | ----------------- | ----------------------- | --------- | ----- |
| 1967 | 9.º Japan Record Awards | Arrangement Award | canção "Let's Go Unmei" | Venceu    | [ 2 ] |